# 1999 XX105
1999 XX105 är en asteroid i huvudbältet som upptäcktes 11 december 1999 av den japanska astronomen Takao Kobayashi vid Ōizumi-observatoriet.
Asteroiden har en diameter på ungefär 3 kilometer och den tillhör asteroidgruppen Vesta.